# Noh Ha
Noh Ha (aguada grande), topinímico maya que se aplicó a un pueblo que estaba en la región que en el siglo XVII se llamó Reino del Próspero, territorio de indígenas (itzaes, cehaches y cohuoes) infieles que aún no eran sometidos a la autoridad de los conquistadores españoles, localizado entre Yucatán y Guatemala, hacia el noroeste del Petén, al sur de lo que fue el cacicazgo de Acalán.

## Toponimia
(del maya: noh (apócope) nohoch, grande; ha, agua)

## Datos históricos
El año de 1645, siendo gobernador de Yucatán Esteban de Azcárraga, se presentó en la provincia Diego Ordóñez de Vera y Villaquirán, originario de Toledo, España, que había sido nombrado por la corona española Adelantado para conquistar el Reino del Próspero (actualmente parte del Petén guatemalteco). Solicitaba ayuda militar y religiosa para su empresa. Este personaje era a la sazón alcalde mayor en Chiapas y había iniciado operaciones de pacificación y control sobre el citado territorio sin éxito ya que sólo había logrado la voluntaria sumisión de Noh Ha, pero, falto de recursos, no había podido culminar su tarea. Era para eso que solicitaba ayuda de las autoridades de Yucatán.
Tanto el gobernador Esteban de Azcárraga, como el provincial franciscano, Gerónimo de Prat, ofrecieron ayudarle y lo hicieron. Nombraron a dos religiosos, Hermenegildo Infante y Simón de Villasís que habrían de acompañar a los soldados y al propio Adelantado. Los religiosos partieron antes internándose en la región por el llamado río Palizada, parte de la red fluvial del Usumacinta, para llegar hasta Tenosique y de ahí, hasta el pueblo de Noh Ha. Al llegar a su destino se encontraron  con que en el pueblo había varios españoles comandados por un capitán mestizo llamado Juan de Bilbao (o Vilvao) que lucraban con el trabajo de los indígenas. A éste no le pareció la llegada de los religiosos y les puso toda suerte de dificultades para hacerlos regresar a Yucatán.
Los religiosos decidieron informar a Ordóñez de Vera de la situación que habían encontrado para lo cual usaron los servicios de un español que aparentemente había fraternizado con ellos. Ordóñez, al enterarse, envió a otro religioso y a 12 soldados que había reclutado con la ayuda del gobernador Azcárraga. Pero la situación se complicó más adelante en parte por los tiempos que tardaban estos emisarios, en parte porque los indígenas se percataron de que la llegada de más españoles sería en su perjuicio, en parte porque Bilbao no pudo controlar los acontecimientos, siendo el caso que Villasís, uno de los dos religiosos que habían llegado provenientes de Yucatán, precipitó su retorno a la península, enfermando en el viaje y llegando muy maltrecho a Mérida de donde ya no pudo regresar a Noh Ha, pudiendo sólo avisar al Adelantado.
Este último emprendió entonces el viaje al Reino del Próspero acompañado de algunos soldados más que también habían sido reclutados. Después de un viaje difícil, al llegar a Noh Ha se encontraron con que los franciscanos habían sido expulsados, los soldados habían sido diezmados y algunos habían establecido complicidad aliándose con Bilbao, quien tampoco estaba en el pueblo en ese momento. Ordóñez intento entonces negociar con los indígenas sin éxito, después intentó someterlos por la fuerza, pero estos se rebelaron, le prendieron fuego al caserío y huyeron a la selva dejando todo abandonado.
Ordóñez inició entonces un penoso retorno, pero en el trayecto enfermó gravemente muriendo en el pueblo de Petenecté, mucho antes de alcanzar Yucatán, en abril de 1648. Había fracasado otro intento de someter a los mayas en la región y no sería sino hasta 1697, casi cincuenta años después de estos acontecimientos, en que la región sería definitivamente sometida a la ley española.